# Yuma-Wüste

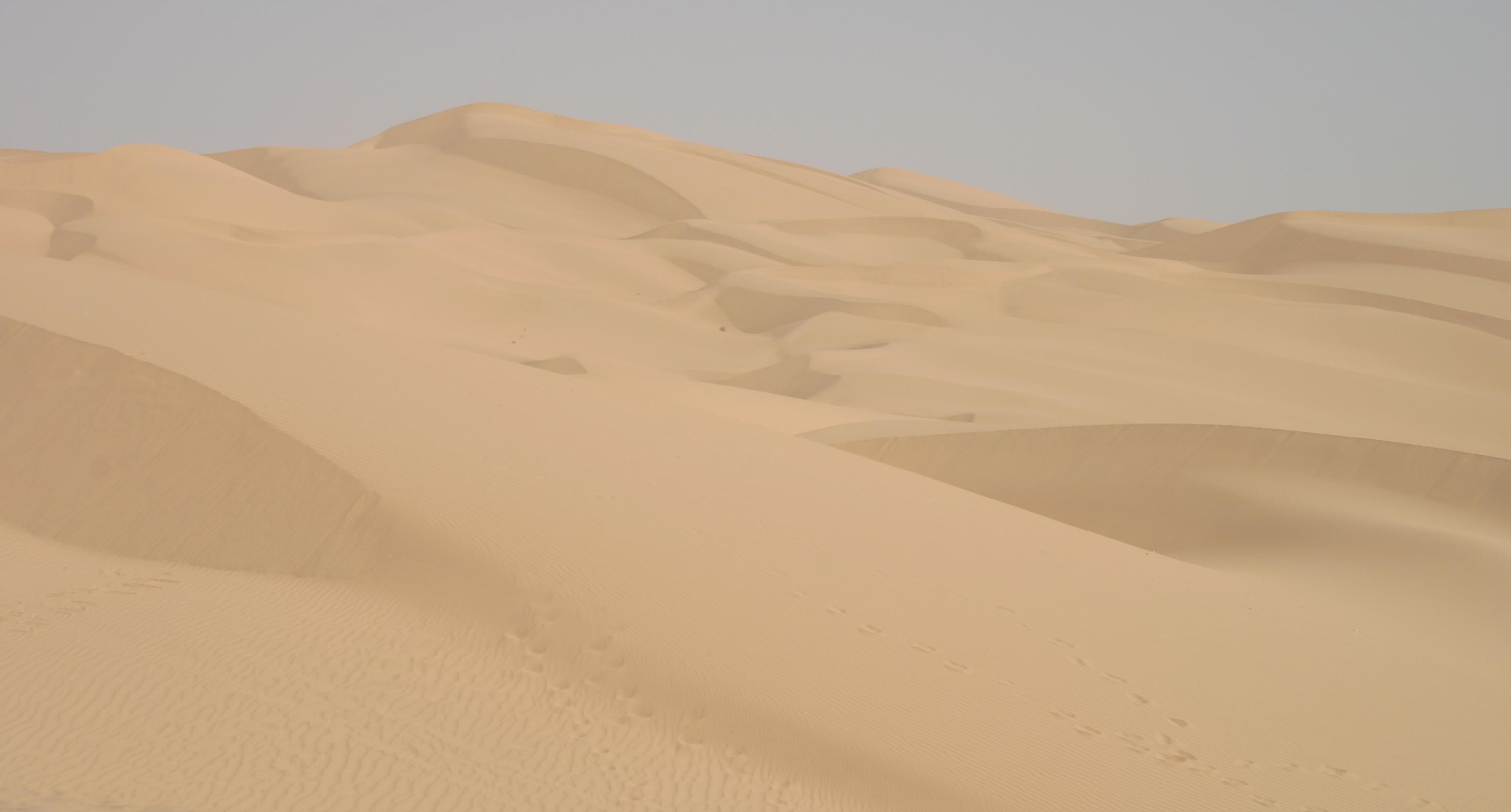
Yuma-Wüste

Die Yuma-Wüste ist ein Wüstenabschnitt der Sonora-Wüste. Sie erstreckt sich vom Südwesten der Vereinigten Staaten im Grenzbereich Arizonas und Kaliforniens in den Nordwesten des mexikanischen Bundesstaats Sonora. Die Wüste enthält große Bereiche von Sanddünen.